# Shuttarna III
Shuttarna III was koning van Mitanni die een korte periode regeerde in de 14e eeuw v.Chr.. Hij was de zoon van Artatama II, een usurpator van de troon van Tushratta. Shuttarna zocht steun bij de Assyriërs, maar werd verslagen toen een Hettitisch leger naar de hoofdstad trok en Shattiwaza op de troon zette.